# Георги Николов (историк)
Вижте пояснителната страница за други личности с името Георги Н. Николов.
Георги Николов Николов е български историк – медиевист, председател на Македонския научен институт от 2020 година.

## Биография
Георги Николов е роден на 13 юли 1957 година в София. Потомък е на бежанци от охридското село Годиве. Завършва Историческия факултет на Софийския университет през 1981 година, асистент е от 1990 година, а от 2011 година е доцент в него. Прави езикови и научни специализации в Солун (1988), Лайпциг (1996), Краков (2002, 2003) и Кьолн (2003). С решение на Факултетен съвет от 12 юли 2022 г. е избран за професор.
Основните му интереси са в областта на българската средновековна история и историята на Византия. Автор е на 6 монографии, над 100 научни статии и рецензии и над 600 научнопопулярни публикации.
Член е на Македонския научен институт от 2014 година, а от 2020 година е негов председател. На Общото събрание на Македонския научен институт на 30 март 2023 г. е преизбран за негов председател.